# 希瑟·费尔
希瑟·费尔（英語：Heather Fell，1983年3月3日—），生于普利茅斯，英国女子现代五项运动员。她曾代表英国参加2008年夏季奥林匹克运动会现代五项比赛，获得一枚银牌。